# Wireworld

2 Des diodes Wireworld, celle d'au-dessus laisse passer le courant, celle d'en dessous bloque le courant

Wireworld est un automate cellulaire décrit par Brian Silverman en 1987. Il fut popularisé par un article du Scientific American en 1990.

## Description
Wireworld simule le comportement de différents composants électroniques, des portes logiques. Il comporte 4 états possibles :
- Vide
- Conducteur
- Électron (tête)
- Électron (queue)

Les règles d'évolution d'une cellule d'une itération à l'autre sont très simples :
- Une cellule vide reste vide
- Une tête d'électron devient une queue d'électron
- Une queue d'électron devient un conducteur
- Un conducteur devient une tête d'électron si une ou deux des cellules voisines sont des têtes d'électron.

2 Générateurs d'horloge et une porte logique OU EXCLUSIF